# Човјек у футроли
„Човјек у футроли” је југословенски ТВ филм из 1959. године. Режирао га је Даниел Марушић а сценарио је написао Павле Богдановић по делу Антона Чехова.

## Улоге
| Глумац       | Улога |
| ------------ | ----- |
| Перо Квргић  |       |
| Миа Оремовић |       |